# 2912 Lapalma
A 2912 Lapalma (ideiglenes jelöléssel 1942 DM) a Naprendszer kisbolygóövében található aszteroida. Liisi Oterma fedezte fel 1942. február 18-án.